# Liatårnet
Liatårnet ist ein Berg auf der norwegischen Insel Sotra im Fylke Vestland. Er bildet mit 341,14 Metern die höchste Erhebung der Kommune Øygarden. Etwa 790 Meter nordöstlich des Gipfels befindet sich die Radaranlage Liatårnet.
Der Berg leitet seinen Namen vom südöstlich gelegenen Hof Li (deutsch: Hang oder Abhang) ab, von dem auch ein Wanderweg auf den Liatårnet führt. Andere Wege führen von der Festung Fjell und von der Bildøybakken im Norden des Berges zum Gipfel.